# Kamedeiroavvi
Kamedeiroavvi är en kulle i Finland. Den ligger i Utsjoki kommun i landskapet Lappland, i den norra delen av landet, 1 000 km norr om huvudstaden Helsingfors. Toppen på Kamedeiroavvi är 280 meter över havet.
Terrängen runt Kamedeiroavvi är platt söderut, men norrut är den kuperad.  Trakten runt Kamedeiroavvi är nära nog obefolkad, med mindre än två invånare per kvadratkilometer. Närmaste större samhälle är Karigasniemi, 14,7 km norr om Kamedeiroavvi. Omgivningarna runt Kamedeiroavvi är i huvudsak ett öppet busklandskap.